# ۱۶۱ (قمری)
۱۶۱ (قمری)، صد و شصت و یکمین سال در گاهشماری هجری قمری است. اول محرم این سال برابر با سیزدهم اکتبر سال ۷۷۷ میلادی است.

## زادگان
- ابومحمد عبدالسلام بن رَغبان ملقب به دیک‌الجن

## وابسته
- عبدالسلام بن رغبان